# Steinerberg
Steinerberg (toponimo tedesco) è un comune svizzero di 917 abitanti del Canton Svitto, nel distretto di Svitto.